# Брюссельское кружево

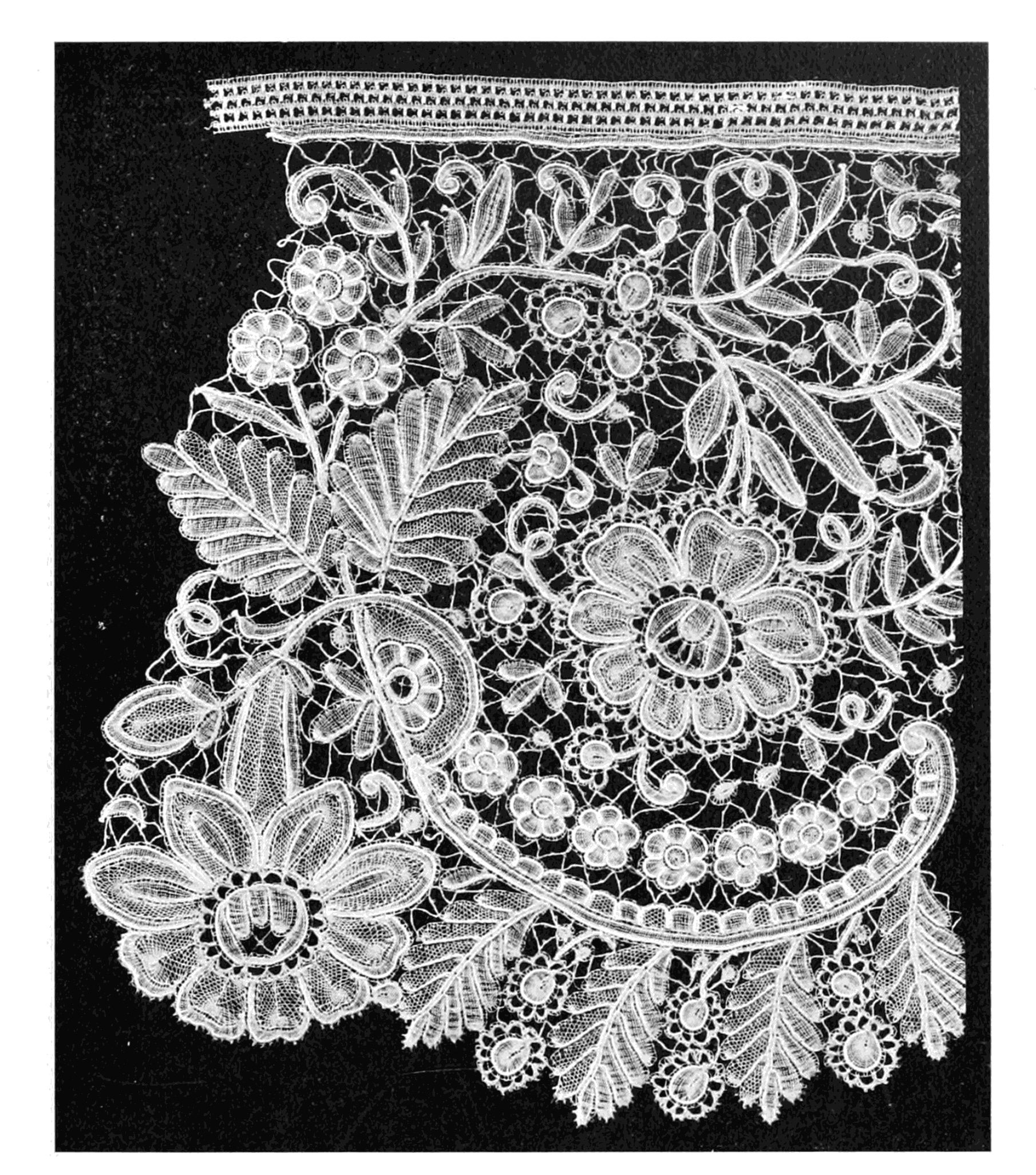
Герцогиня, 19-я, фрагмент

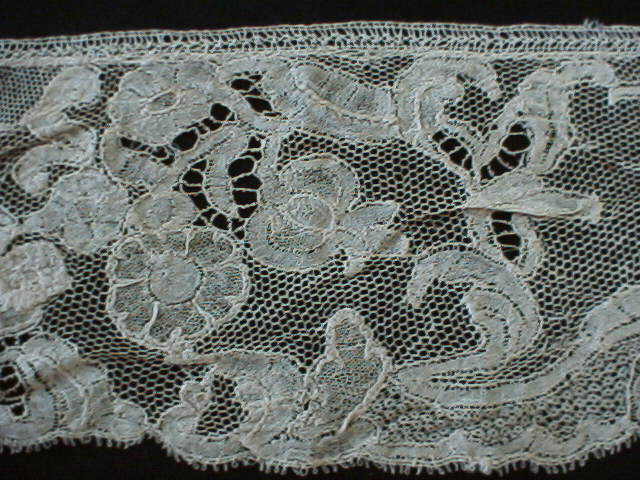
Английское пойнт

Брюссельское кружево — собирательное название различных видов кружев, производимых в Брюсселе и его окрестностях примерно с 1600 года. Кружева первоначально были сделаны из льняной пряжи, обычно из комбинации коклюшечного кружева и шитья. Оно отличается от других видов кружева, в частности, дороговизной производства из очень тонкой пряжи.
Термин «брюссельское кружево» широко использовался для обозначения любого кружева из Брюсселя; однако термин, строго интерпретируемый, относится к коклюшечному кружеву, в котором сначала делается узор, а затем добавляется земля или резо, также с использованием коклюшечного кружева. Брюссельское кружево не следует путать с брюссельским пойнтом (или Point de Gaze), которое представляет собой тип игольчатого кружева, хотя его иногда также называют «брюссельским кружевом».
Особенностью брюссельского кружева было то, что фон и орнамент плелся одновременно.
Вот уже более 400 лет под маркой «Брюссельское кружево» продается ряд товаров. Большинство из них находятся в качестве экспонатов в музеях. До сих пор очень мало было опубликовано о масштабах и месте их производства, типах используемой пряжи и других технических деталях.
Очень часто используется для свадебных образов.
На рубеже XIX—XX веков кружево в больших количествах экспортировалось в Соединенные Штаты.
При производстве кружева обыкновенно, а в Бельгии в особенности распространено разделение труда — каждая мастерица имеет свою специальность: одни делают цветы, другие — листья или узоры, третьи готовят сетки (réseau) и т. п.

## Особенности

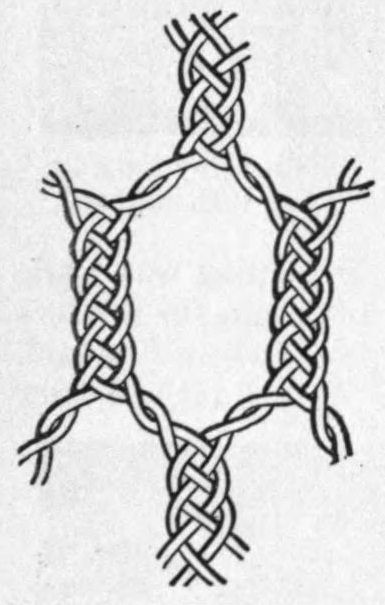
Схема плетения дюбеля для брюссельского кружева

Брюссельское кружево известно своей нежностью и красотой. Первоначально его делали только из тончайшей льняной нити, которую пряли в темных влажных помещениях, чтобы нить не стала слишком ломкой. В комнату пускали только один луч света, и он был устроен так, что падал на нить. Эта тонкая нить является частью того, что мешало механизировать процесс изготовления брюссельского кружева. Нить также не производилась в других регионах, поэтому наладить производство в других регионах было затруднительно. Это также сделало кружево очень дорогим.
Брюссельское кружево стоило дороже, чем кружево Малин, и пользовалось большим спросом в Англии и Франции.
Брюссельское кружево начали производить в XV веке и впервые прямо упоминают в Англии в списке подарков, подаренных принцессе Марии на Новый год 1543 года.
В XVII веке в Вамберке в Восточной Чехии также начали производить имитацию брюссельского кружева. Хлопковая пряжа и шелк в основном использовались для изготовления кружева на коклюшках

## Производство
Брюссельское кружево частично кружево . Оно сделано по частям, с цветами и узором, отделенными от основы, в отличие от кружева малин или валансьенских кружев; из-за этого длинные нити, образующие узор, всегда следуют изгибам узора, тогда как в коклюшечных шнурках, сделанных сразу, нити параллельны длине шнурка.
Брюссельское кружево также отличается своим резо или фоном, тканью или узором и отсутствием кордона, очерчивающего узор.
Резо имеет шестиугольную форму, с четырьмя нитями, переплетенными четыре раза с двух сторон, и двумя нитями, скрученными дважды с оставшихся четырёх сторон.
Тюль может быть двух типов: стандартная тканая текстура, похожая на кусок ткани, или более открытая версия, больше похожая на сетку . Это позволяет использовать затенение в дизайне, эффект, который больше использовался в более поздних проектах.
В брюссельском кружеве вместо кордона узор окантовывается открытыми стежками, которые затем подхватываются, образуя резо. Первым шагом было прясть льняную нить, которую затем отдавали кружевницам, которые делали узор, обычно состоящий из цветов. Затем кружевницы делали резо, зацепляя открытый край узора и работая вокруг узора, чтобы заполнить землю.

### Пример расчета себестоимости продукции
В 1815—1820 годах, например, затраты на изготовление 12 м кружева шириной 35 см (в пересчете) исчислялись в Бельгии в размере 435 франков):
| Мероприятия                      | в % | Примечание                           |
| -------------------------------- | --- | ------------------------------------ |
| Выкройка                         | 46  |                                      |
| Наклеивание узора                | 17  |                                      |
| Подготовка основания (цоколя)    | 26  | частичное шитье и частичное стегание |
| Заполнение и обработка отверстий | 11  |                                      |
| В целом                          | 100 | = около 36 фунтов стерлингов / м     |

(Цена продажи товара была указана в размере 51 фунт стерлингов за м).
После вычета затрат на материалы (по оценкам, 30 г/м = 15 фунтов стерлингов) затраты на оплату труда составили 21 фунт стерлингов/м. Согласно расчету, основанному на предполагаемом заработке бельгийских кружевниц в то время (в пересчете на макс. 8 шиллингов за примерно 60 часов работы в неделю), на изготовление 0,35 м² кружева уходило не менее 3000 рабочих часов .

## Типы

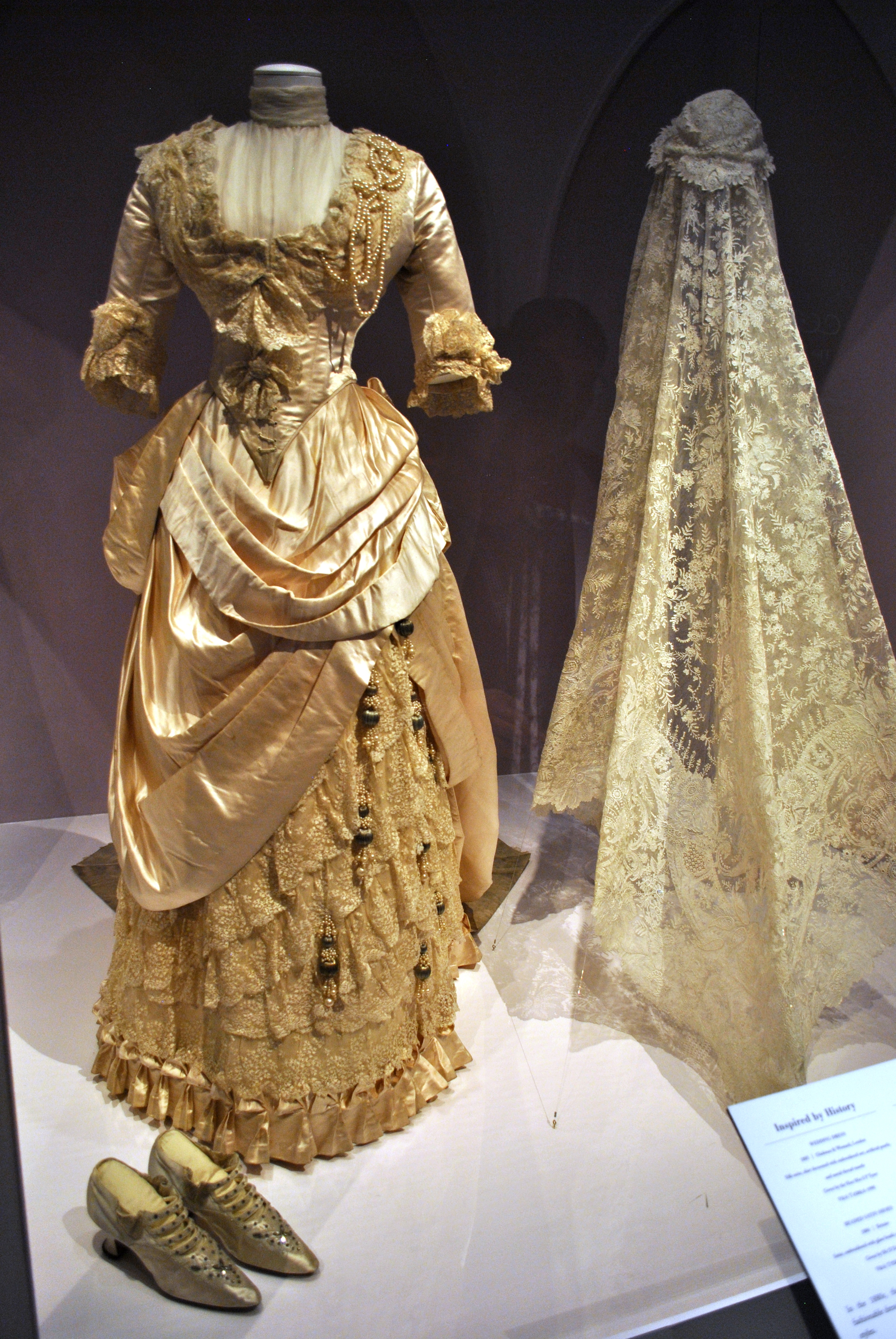
Слева: свадебное платье Мэри Примроуз 1885 года от Gladman & Womack. Справа: Свадебная фата из брюссельского кружева Роксаны Этворт Вентуотер. 1890—1891

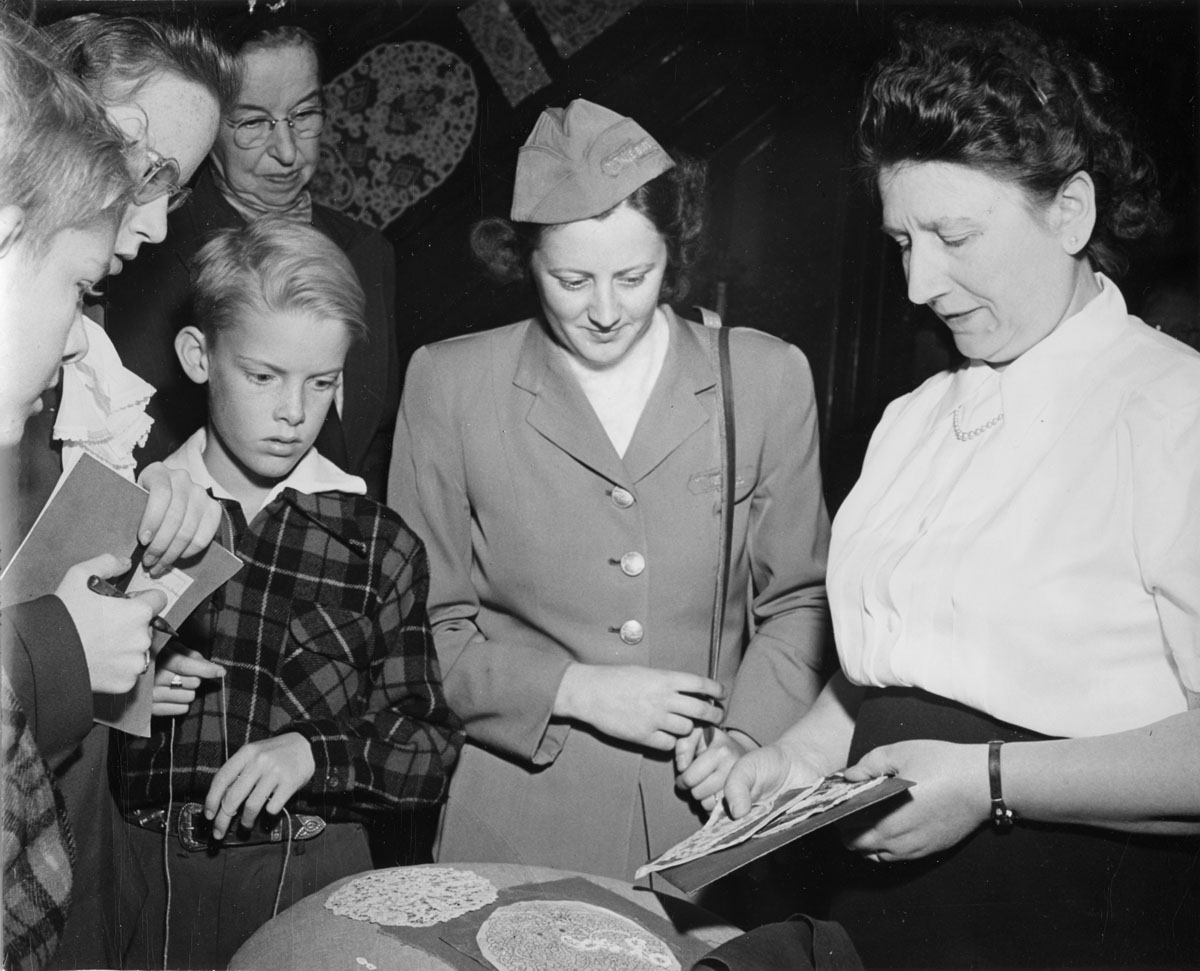
1949 год

### Английское пойнт
В 1662 году английский парламент принял закон, запрещающий ввоз всех иностранных кружев (просуществовал более 35 лет), поскольку существовала серьёзная тревога по поводу того, сколько денег тратится на иностранные кружева, и защита английских производителей кружев имела приоритет. Однако английские торговцы кружевом не могли поставлять кружево того же качества, что и брюссельское кружево, а фламандские кружевницы не хотели селиться в Англии. Англия также производила лен низкого качества и, следовательно, не могла прясть требуемой тонкой нити, поэтому производимое кружево было низкого качества. Поскольку торговцы не могли производить кружево дома, они прибегли к контрабанде и назвали контрабандное брюссельское кружево «Point d’Angleterre», «английское пойнт».
Во Франции также были правила, запрещающие ввоз иностранных кружев, поэтому брюссельское кружево, продаваемое во Франции, продавалось под этим названием. По сей день все брюссельские кружева во Франции называются Point d’Angleterre . Дамы при дворе Людовика XV очень любили это кружево.
Когда в 1699 году закончился запрет, брюссельское кружево снова обрело популярность.
Королева Анна скупала большое количество кружев, несмотря на высокую цену.
При дворах Георга I и Георга II кружево стало очень популярным, несмотря на усилия по поощрению местного кружевоплетения. Его использовали на оборках, рюшах и воланах. Отдельные части были большими и состояли из множества кусочков размером от одного до двух с половиной дюймов, сшитых вместе без швов. Этот вид кружев производился до Французской революции .
Обозначение сохранялось до начала XX века, когда так стали называть кружева с мелкими мотивами на пришитом верхе .

### Аппликация в виде заостренной пластины
Аппликация Point plat («Прикладная плоская точка») — это термин, данный брюссельскому кружеву, где рисунок наносится на машинную сетку вместо использования резо ручной работы.
В 1810 году в Ноттингеме была усовершенствована машина, которая производила очень правильную льняную сетку, и машинная сетка стала обычным явлением. С этого момента резо ручной работы производилось только по запросу, а рисунки наносились непосредственно на сетку машинного производства.
Этот тип можно отличить от сетки ручной работы, так как часто сетка не обрезается за аппликацией; таким образом, сетку можно увидеть на обратной стороне конструкции. Кроме того, сетка машинного производства была сделана из сетки ромбовидной формы, а не из шестиугольной сетки.

### Герцогиня пойнт
Point Duchesse («Герцогиня пойнт») — это термин, обозначающий бельгийское кружево, не имеющее резо. Он был назван в честь герцогини Брабантской, Марии Генриетты Австрийской, которая была поклонницей кружевного производства. Изготовлен полностью на подушке; узор сделан так, что листья и цветы соединяются естественным образом, и для их соединения редко перебрасывается перекладина. Поскольку резо нет, дизайн более непрерывный.

### Современные брюссельские кружева
В Бельгии до сих пор существует производство брюссельского кружева ручной работы.
До сих пор выпускаются два вида шнурков:
Кружево эпохи Возрождения — это вышивка с помощью машинной ленты. Даже если узоры не такие замысловатые, как старинные кружева, такие как «Пуэн-де-Роуз» или «Кружева герцогини», они остаются замысловатыми и по-прежнему требуют многих часов работы. Это кружево было разработано в начале XX-го века, но стало известным несколько лет спустя. Эта работа прочная и легко моется. Его даже можно стирать в машине.
В Rose Point розовый мотив подчеркивается специальными ломтиками, иногда накладывающимися друг на друга.
Кружево принцессы также является формой вышивки. С 1850 года в производстве этого типа кружев используются сетки машинного производства. Эти первые сетки были произведены в надежде, что это сэкономит время, чтобы кружевницы могли закончить работу быстрее. В начале XX века сетка, которую можно было производить машинным способом, была другого качества, более регулярной и производилась в больших количествах. В то время началось производство кружева принцессы, но по-настоящему известным это кружево стало только после Второй мировой войны. Это кружево используют для свадебной фаты и крестильных платьев. Поскольку эти два типа кружев изготавливаются с помощью машины (для ленты или сетки), некоторые исследователи считают, что эти методы не должны получать ярлык «Бельгийское кружево ручной работы». Об этом до сих пор ведутся дискуссии в кружевоплетенных кругах. Однако большинство людей согласны с тем, что эти две современные техники кружевоплетения требуют большого мастерства и ручной работы (80 %), и что это умирающее искусство.
В 21 веке можно изготовить имитацию 1 м² брюссельского кружева примерно за 2 минуты.

## Современность

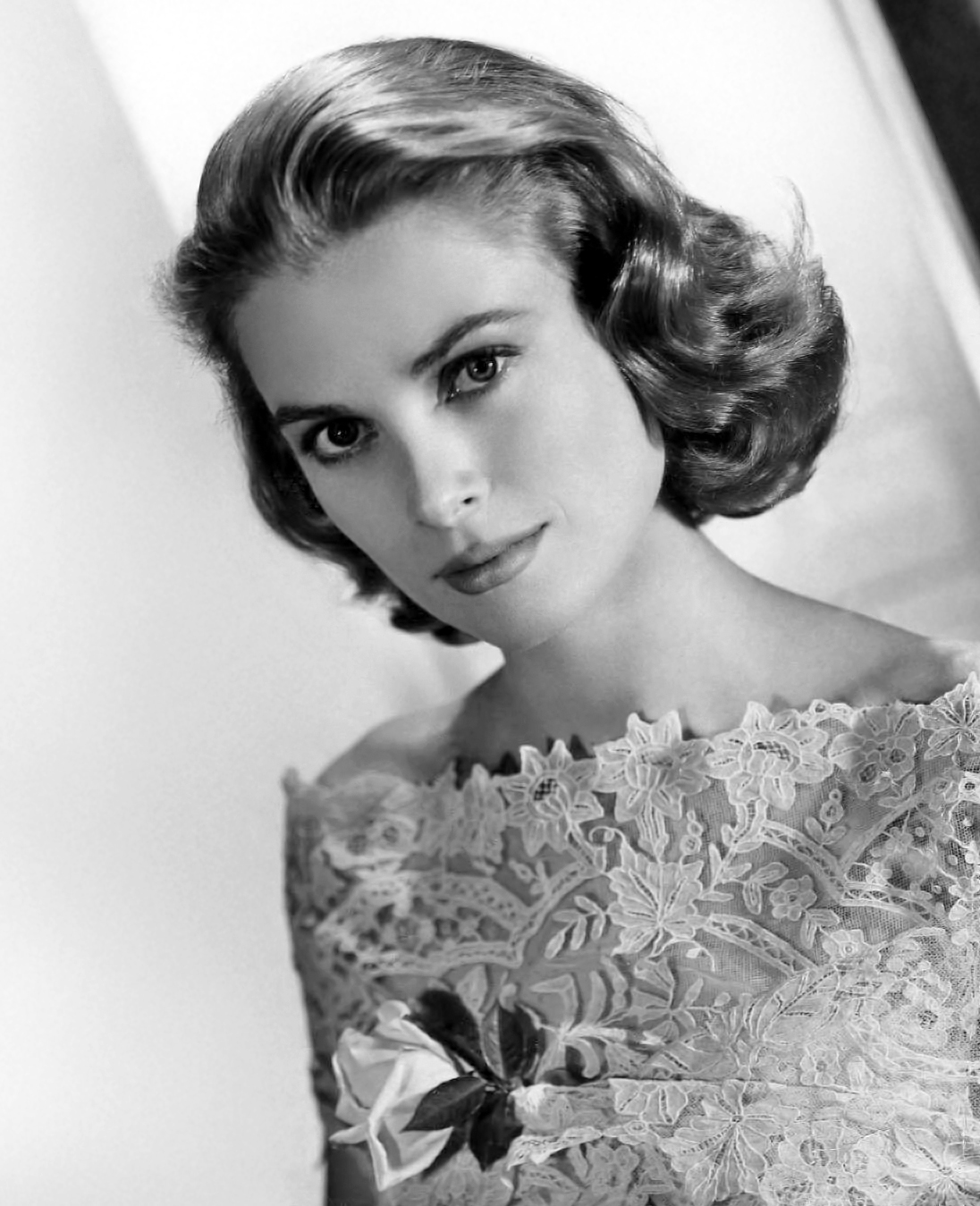
Грейс Кейли

Кронпринцесса Швеции Виктория вышла замуж за Даниэля Вестлинга. На принцессе была кружевная фата королевы Софии из брюссельского кружева. Это та же фата, которую носила мать наследной принцессы Виктории, королева Сильвия, в браке с королем Чарльзом Густавом в 1976 году. Эта фата была подарена королевой Софией своему младшему сыну, принцу Евгению.
В 1956 году в Монако она громко вышла замуж за Ренье Луи Анри Максенса Бертрана Гримальди — тринадцатого князя Монако из династии Гримальди в свадебном платье из брюссельского кружево. Платье на свадьбу Грейс Келли подарила Metro Goldwyn Mayer (киностудия, где лев рычит на заставке), как жест за удачное сотрудничество. Платье сделала Хелен Роуз, обладатель Оскара за костюмы к фильмам. Кружево, которому на момент покупки было 125 лет, безумно влюбленный Ренье купил в каком то европейском музее. Свадебный наряд делали 30 мастеров в течение шести недель, он входит список наиболее дорогостоящих в мире, и оценивается в 300 тысяч долларов.
Вот ещё один яркий пример «королевского» брюссельского кружева — вуаль принцессы Бельгии Стефании, в которой она была на свадьбе с наследным принцем Австро-Венгрии Рудольфом в 1881 году. Стефания через много лет вынуждена была продать императорскую фату Габсбургов, чтобы прокормиться. Шедевр находится ныне в Национальном музее американской истории.

## В России
Петр I повелел всем знатным людям и боярам носить европейскую одежду, богато отделанную венецианским и брюссельским кружевом. Приобретался этот наряд за золото.
Эрмитаж хранит большую коллекцию брюссельского кружева.

## В литературе
У Н. Ю. Жуковского в «Особняке»: На графине было платье, отделанное брюссельским кружевом, — а это было совсем не point de Bruxelle, а настоящий point d’Irlande!
У А. Н. Островского в «Без вины виноватые», 1883 Отрадина. Да ведь белый фай; сколько тут его пошло? Да настоящие брюссельские кружева.
У М. Шишкина «Взятие Измаила»: В великосветской гостиной.. будем примечать оттенки желтизны нежных кружев, этих лепестков point de Bruxelles или point de Maligne
У Осипа Мандельштама: Настоящий труд — это брюссельское кружево. В нём главное то, на чём держится узор: воздух, проколы, прогулы (Мандельштам, т. 3, 178).
Осип Мандельштам отзывается о творчестве М. Зощенко: Вот у кого проколы дышат, вот у кого брюссельское кружево живёт! (Мандельштам, т. 3, 179).
Дон-Аминадо в «Стихах о бедности» (1920), поэт обращает внимание на «кружевное брюссельское платье» как факт бытового благополучия, которого лишены эмигранты:
Я тебя также нежно люблю, Все капризы готов исполнять я. Но, увы, я тебе не куплю Кружевного брюссельского платья. [Дон Аминадо 1994: 80]